# I Saw Mommy Kissing Santa Claus (filme)
I Saw Mommy Kissing Santa Claus (no Brasil: Confusões no Natal, mas literalmente Eu vi a mão beijar o Pai Natal) é um filme de comédia estadunidense de 2001 baseada na clássica música de Natal com o mesmo nome. A tagline do filme foi "Christmas is coming, and Santa's a dirty rat" (O Natal está a chegar, e o Pai Natal é um rato sujo).
I Saw Mommy Kissing Santa Claus é um telefilme e foi exibido pela primeira vez em 9 de Dezembro de 2001, no PAX Network, onde foi ao ar até 2007. A partir de 2008, ela é mostrada no bloco de programação do 25 Days of Christmas no Freeform.
No Rotten Tomatoes, o filme atualmente detém 48% da pontuação do público.

## Sinopse
Os atores gêmeos, Cole e Dylan Sprouse, interpretam Justin, um menino que vê sua mãe beijando Papai Noel. Contudo, ele não sabe que o "Papai Noel" é o seu pai. Seus pais, Stephanie (Connie Selleca) e David Carver (Corvin Bernser) tiveram um briga recente, e Justin deixou os dois sozinhos, indo para seu quarto. Alguns minutos mais tarde, Justin vê sua mãe trancada em um ambiente aconchegante e romântico, com o Papai Noel. Juntando tudo o que aconteceu, ele pensa que seus pais se separaram e Stephanie estaria tendo um caso com o Papai Noel. Então, Justin resolve se comportar muito mal para que este não tenha que visitar sua casa novamente, e assim, eles não poderiam fugir, como ele pensou. Para isso, ele fez várias armadilhas e jogou bolas de neve em ruas. O filme apresentou Corbin Bernsen e Frank Gerrish.

## Elenco
- Dylan e Cole Sprouse como Justin Carver
- Eric Jacobs como Bobby Becker
- Connie Sellecca como Stephanie Carver
- Corbin Bernsen como David Carver
- Sonny Carl Davis como Santa/Floyd
- Tony Larimer como vovô Irwin
- David Millbern como Felix Becker
- Shauna Thompson como Marie Becker
- Joan Mullaney como Ms. Crumley
- JJ Neward como Jaine
- Paul Kierman como Sal Jenkins
- Caitlin EJ Meyer como Mary Poindexter (como Caitlin Meyer)
- Jeff Olson como Principal Hoke
- Frank Gerrish como Sidney